# Кафедра військової підготовки Національного університету оборони України
Кафедра військової підготовки Національного університету оборони України (КВП НУОУ) — навчальний підрозділ військового закладу вищої освіти, був заснований у 2001 році у місті Києві, як окремий структурний підрозділ Національного університету оборони України, який є провідним вищим військовим навчальним закладом в державі, що готує фахівців для усіх видів та родів військ Збройних Сил України різних рівнів військової освіти.
Навчання громадян України здійснюється методом “військового дня” без відриву від основного місця навчання чи роботи після успішного проходження конкурсного відбору за 15 військово-обліковими спеціальностями.

## Історія
Згідно наказу начальника Національної академії оборони України від 13 лютого 2001 року №167  “Про організацію навчання студентів за програмами офіцерів запасу на факультеті перепідготовки і підвищення кваліфікації (заочного навчання і екстернату)” було розпочато навчання студентів за програмою підготовки офіцерів запасу у Національній академії оборони України під керівництвом полковника запасу Марченка Валерія Яковича. 
У відповідності до вимог наказів Міністра оборони України від 24 січня 2006 року №28 та від 09 лютого 2006 року №69, спільних наказів Міністерства оборони України та Міністерства освіти і науки України від 03 травня 2006 року №243/344 та від 31 липня 2006 року №470/4 у серпні 2006 року було створено кафедру підготовки офіцерів запасу Національної академії оборони України. 
Через дев’ять років кафедру реорганізовано у Факультет підготовки офіцерів запасу згідно наказу начальника Національного університету оборони України імені Івана Черняховського від 23 червня 2015 року №126 “Про реорганізацію кафедри підготовки офіцерів запасу”. Деканом факультету призначений полковник запасу Марценківський Вадим Тадеушевич.
У 2019 році факультет реконструюють в кафедру військової підготовки Національного університету оборони України імені Івана Черняховського, яку очолює полковник Камалов Євген Віталійович. Наказом начальника Національного університету оборони України імені Івана Черняховського №59 від 26 лютого 2021 року “Про встановлення Дня кафедри військової підготовки підготовки“:
1. 13 листопада 2001 року вважати початком підготовки громадян України за програмою підготовки офіцерів запасу в навчальному закладі.
2. Встановити 13 листопада як День кафедри військової підготовки.

На теперішній час кафедра здійснює військову підготовку офіцерів запасу за наступними напрямами: політологія, психологія, тилове та фінансове забезпечення, математичне та програмне забезпечення автоматизованих систем, будівництво та експлуатація військових та спеціальних споруд, інженерно-технічне забезпечення, організація пожежної безпеки, застосування артилерійських та механізованих підрозділів. 
Під час навчання студенти вивчають основи загальновійськового бою, бойову техніку та озброєння, морально-психологічне забезпечення повсякденної діяльності військ (сил), математичне та програмне забезпечення функціонування автоматизованих систем, а також отримують знання та вміння з вогневої, інженерної, військово-медичної підготовки.

## Нарукавний знак
Нарукавний знак кафедри військової підготовки затверджено Міністерством оборони України 14 грудня 2022 року (наказ начальника Національного університету оборони України №17 від 12 січня 2023 року). 

### Опис нарукавного знака:
| Емблема | Опис |
| ------- | --- |
|         | Нарукавний знак до парадного, парадно-вихідного та повсякденного однострою має вигляд іспанського геральдичного щита, скошеного ліворуч та праворуч на червоний, синій (блакитний), синій (темно-синій) та червоний (маруновий) кольори, та оздобленого срібним кантом. Центральним елементом нарукавного знака є срібна емблема у вигляді схрещених між собою смолоскипа та двох мечів. Срібний смолоскип є загальновживаним символом знань та навчальних закладів. Меч у поєднанні з кольоровою гамою нарукавного знака вказують на основні напрямки підготовки військового навчального закладу. |
|         | Нарукавний знак до польового однострою для носіння під час навчань, тренувань та інших заходів підготовки військ виконано у вигляді іспанського геральдичного щита, скошеного ліворуч та праворуч на світло-коричневій, оливковий, оливковий та коричневий кольори, та оздобленого світло-сірим кантом. Центральним елементом нагрудного знака є світло-сіра емблема у вигляді схрещених між собою смолоскипа та двох мечів. |

## Спеціальності

### Бойове застосування
1. Застосування механізованих підрозділів.
2. Застосування артилерійських підрозділів.
3. Застосування десантно-штурмових підрозділів.
4. Застосування підрозділів морської піхоти.
5. Застосування військових частин і підрозділів протитанкових керованих ракетних комплексів (ПТКРК).
6. Застосування танкових підрозділів.

### Бойове забезпечення
1. Застосування інженерно-технічних підрозділів.
2. Застосування інженерних, дорожньо-будівельних та містобудівельних підрозділів.

### Математичне та програмне забезпечення автоматизованих систем
1. Математичне та програмне забезпечення функціонування автоматизованих систем, систем захисту інформації та кібернетичної безпеки.

### Тилове та фінансове забезпечення
1. Організація пожежної безпеки.
2. Організація продовольчого, речового, шкіперського і торговельно-побутового забезпечення.
3. Організація експлуатації та ремонту бронетанкової техніки.

### Морально-психологічне забезпечення
1. Організація морально-психологічного забезпечення.
2. Психологія.

## Структура

### Управління кафедри військової підготовки
- Начальник кафедри військової підготовки.
- Заступник начальника кафедри військової підготовки.
- Начальники курсів.
- Викладацький склад.
- Навчальна частина.
- Медична частина.

### Навчальна організаційна структура
- Предметно-методична комісія №1 Загальновійськова підготовка.
- Предметно-методична комісія №2 Організація та методика роботи з особовим складом.
- Предметно-методична комісія №3 Тактична і тактико-спеціальна підготовка
- Предметно-методична комісія №4 Військово-технічна і військово-спеціальна підготовка

## Начальники
1. Полковник запасу Марченко Валерій Якович (2001—2015)
2. Полковник запасу Марценківський Вадим Тадеушевич (2015—2019)
3. Полковник Камалов Євген Віталійович (2019—2023), орден Данила Галицького
4. Полковник Гринюк Володимир Володимирович (з 2023), Герой України, орден «Богдана Хмельницького» III ступеня

## Викладачі
1. Слюсаренко Павло Миколайович (Професор)
2. Горбатюк Олександр Миколайович (Старший викладач)
3. Гусаренко В'ячеслав Михайлович (Старший викладач)
4. Куліда Ірина Михайлівна (Старший викладач)
5. Голік Віктор Прокопович (Старший викладач)
6. Турський Олег Юрійович (Старший викладач)
7. Нікітюк Олександр Володимирович (Професор)
8. Карпенко Олександр Сергійович (Викладач)
9. Полковник запасу Ващенко Олександр Іванович
10. Полковник запасу Довгопол Юрій Іванович, орден «Богдана Хмельницького» III ступеня
11. Полковник Коршок Віктор Миколайович, орден «Богдана Хмельницького» III ступеня
12. Полковник Дрок Людмила Володимирівна
13. Полковник запасу Голобородько Сергій Борисович
14. Підполковник Жучков Андрій Валерійович
15. Підполковник Барчук Дмитро Валентинович
16. Підполковник Петров Віктор Анатолійович
17. Майор Алієв Тимур Азерович
18. Полковник Клонцак Микола Ярославович
19. Полковник запасу Крючка Леонід Миколайович
20. Ємець Олександр Антонович (Старший викладач)
21. Головний сержант Михайленко Олександр Миколайович

## Зала пам'яті
1. Бойченко Михайло Сергійович (11 жовтня 1998 — 4 березня 2022) — Студент 2 курсу. Навчався у 23-му взводі за ВОС "Організація морально-психологічного забезпечення".
2. Казімір Олексій Костянтинович (5 червня 2001 — 4 березня 2022) — Студент 2 курсу. Навчався у 23-му взводі за ВОС "Організація морально-психологічного забезпечення". Нагороджений нагрудним знаком «За заслуги перед Збройними Силами України» (посмертно). Присвоєно орден «За мужність» III ступеня (посмертно)
3. Жур Крістіна Ігорівна (10 березня 2022) — Студентка 1 курсу. Навчалася у 23-му взводі за ВОС "Організація морально-психологічного забезпечення".
4. Молодший лейтенант Зубрицький Дмитро Олександрович (29 березня 2022) — Випускник 2018 року за ВОС "Соціальнв психологія".
5. Молодший лейтенант Сергеєв Дмитро Ігорович (23 березня 2022) — Випускник 2020 року за ВОС "Бойове застосування механізованих з'єднань, військових частин і підрозділів". Присвоєно орден «За мужність» III ступеня (посмертно)
6. Лейтенант Зайцев Олег Григорович (7 травня 2022) — Випускник 2022 року за ВОС "Бойове застосування механізованих з'єднань, військових частин і підрозділів". Присвоєно звання Герой України з удостоєнням ордена «Золота Зірка» (посмертно)
7. Молодший лейтенант Подолян Сергій Анатолійович (31 серпня 2022) — Випускник 2022 року за ВОС "Бойове застосування механізованих з'єднань, військових частин і підрозділів".
8. Молодший лейтенант Алексапольський Святослав Миколайович (1 вересня 2022) — Випускник 2022 року за ВОС "Організація морально-психологічного забезпечення". Присвоєно звання Герой України з удостоєнням ордена «Золота Зірка» (посмертно)
9. Лейтенант Покришка Володимир Олександрович (29 серпня 2022) — Випускник 2021 року за ВОС "Бойове застосування механізованих з'єднань, військових частин і підрозділів". Нагороджений нагрудним знаком Міністерства оборони «За військову доблесть».
10. Молодший лейтенант Олефіренко Євген Валерійович (7 липня 2022) — Випускник 2020 року за ВОС "Бойове застосування механізованих з'єднань, військових частин і підрозділів". Присвоєно орден «За мужність» III ступеня (посмертно)
11. Молодший лейтенант Михайленко Микита Олександрович (7 грудня 2022) — Випускник 2021 року за ВОС "Організація морально-психологічного забезпечення".
12. Лейтенант Борис Олексій Анатолійович (9 лютого 2023) — Випускник 2018 року за ВОС "Політологія".
13. Молодший лейтенант Поколодний Валерій Вікторович (29 липня 2023) — Випускник 2023 року за ВОС "Бойове застосування механізованих з'єднань, військових частин і підрозділів".
14. Лейтенант Антонюк Юрій Юрійович (1 серпня 2023) — Випускник 2020 року за ВОС "Бойове застосування механізованих з'єднань, військових частин і підрозділів".